# Anderson-Darling-Test
Der Anderson-Darling-Test beziehungsweise Anderson-Darling-Anpassungstest ist ein statistischer Test, mit dem festgestellt werden kann, ob die Häufigkeitsverteilung der Daten einer Stichprobe von einer vorgegebenen hypothetischen Wahrscheinlichkeitsverteilung abweicht. Die bekannteste und häufigste Anwendung dieses Anpassungstests ist der Einsatz als Normalitätstest zur Untersuchung einer Stichprobe auf Normalverteilung. Er ist benannt nach den amerikanischen Mathematikern Theodore Wilbur Anderson und Donald Allan Darling, die ihn 1952 erstmals beschrieben haben. Weitere detaillierte Untersuchungen zu diesem Test stammen von Michael A. Stephens.

## Testbeschreibung
Der Anderson-Darling-Test beruht auf einer Transformation der nach Größe sortierten Werte in der Stichprobe in eine Gleichverteilung anhand der Verteilungsfunktion der vorgegebenen hypothetischen Wahrscheinlichkeitsverteilung. Als Prüfgröße fungiert der Abstand der transformierten Stichprobendaten zur Verteilungsfunktion der Gleichverteilung. Für eine stärkere Gewichtung der Randbereiche sowie für die Anwendung bei unbekannten Erwartungswerten und Varianzen sind verschiedene Korrekturen verfügbar. Von Stephens ist darüber hinaus ein Verfahren zur direkten Abschätzung des p-Wertes aus der Testgröße {\displaystyle A} beschrieben worden. Diese wird, mit {\displaystyle F} als Verteilungsfunktion der vorgegebenen hypothetischen Wahrscheinlichkeitsverteilung, berechnet nach den Formeln
{\displaystyle A^{2}=-n-S\,,}
mit
{\displaystyle S=\sum _{k=1}^{n}{\frac {2k-1}{n}}\left[\ln F(Y_{k})+\ln \left(1-F(Y_{n+1-k})\right)\right].}
Die Nullhypothese des Tests ist die Annahme, dass die Häufigkeitsverteilung der Daten in der Stichprobe der vorgegebenen hypothetischen Wahrscheinlichkeitsverteilung entspricht. Ein p-Wert kleiner als 0,05 als Ergebnis des Anderson-Darling-Tests ist demzufolge als signifikante Abweichung von der vorgegebenen Verteilung zu interpretieren. Demgegenüber bedeutet ein p-Wert größer als 0,05 jedoch nicht zwangsläufig, dass die Häufigkeitsverteilung der Daten der vorgegebenen Verteilung entspricht.
Der Anderson-Darling-Test kann ab einem Stichprobenumfang von n≥8 eingesetzt werden. Seine häufigste Anwendung ist die Nutzung als Normalitätstest zum Vergleich der Verteilung einer Stichprobe mit der Normalverteilung. Die Entscheidung darüber, ob die Werte einer Stichprobe normalverteilt vorliegen, ist wesentlich für die Wahl der statistischen Tests für weitere Analysen. Während bestimmte Verfahren wie der t-Test und die Varianzanalyse normalverteilte Stichproben voraussetzen, sind bei Abweichungen von der Normalverteilung nichtparametrische Tests wie der Mann-Whitney-U-Test, der Wilcoxon-Vorzeichen-Rang-Test, der Kruskal-Wallis-Test oder der Friedman-Test als Alternative einzusetzen.

## Alternative Verfahren
Eine Alternative zum Anderson-Darling-Test für die allgemeine Anwendung als Anpassungstest ist der Kolmogorow-Smirnow-Test, mit dem ebenfalls eine Stichprobe mit einer hypothetischen Wahrscheinlichkeitsverteilung verglichen werden kann. Im Vergleich zu diesem berücksichtigt der Anderson-Darling-Test bestimmte kritische Werte, wodurch er eine höhere Sensitivität als der Kolmogorow-Smirnow-Test aufweist. Diese kritischen Werte sind jedoch abhängig von der vorgegebenen Wahrscheinlichkeitsverteilung, entsprechende Tabellen liegen derzeit für die Normalverteilung, die logarithmische Normalverteilung, die Exponentialverteilung, die Weibull-Verteilung, die Typ-I-Extremwertverteilung und die logistische Verteilung vor. Der Kolmogorow-Smirnow-Test hat im Vergleich zum Anderson-Darling-Test den Vorteil, dass mit ihm auch ein Vergleich der Verteilung von zwei Stichproben möglich ist. Gleiches gilt für den Cramér-von-Mises-Test.
Für den speziellen Einsatz als Normalitätstest gilt der Anderson-Darling-Test als eines der trennschärfsten statistischen Verfahren. Alternativen für diese Anwendung sind der hinsichtlich der Teststärke in den meisten Fällen vergleichbare Shapiro-Wilk-Test, der Jarque-Bera-Test sowie ebenfalls der Kolmogorow-Smirnow-Test, der allerdings als Test auf Normalverteilung nur eine geringe Teststärke aufweist und im Vergleich zu anderen Normalitätstests nicht empfehlenswert ist. Auch der Lilliefors-Test, bei dem es sich um eine spezielle Anpassung des Kolmogorow-Smirnow-Tests für den Test auf Normalverteilung handelt, ist dem Anderson-Darling-Test hinsichtlich der Teststärke unterlegen.